# کاکوریو ریکیسابورو
کاکوریو ریکیسابورو (به ژاپنی: 鶴竜 力三郎) کُشتی‌گیر سوموی اهل استان سوخباتر، در کشور مغولستان است که هفتادویکمین کشتی‌گیر دارای رتبهٔ یوکوزونا محسوب می‌شود. وی در سال ۲۰۱۴ میلادی به این مرتبه ارتقا یافت و در سال فعال میلادی بازنشست شد. کاکوریو ریکیسابورو توانست ۲ بار قهرمان (یوشو) مسابقات سومو شود.